# 埃尔 (卢森堡)
埃尔（德语、法语、卢森堡语：Ell）是卢森堡西部的一个市镇和小镇，靠近卢比边界，属于雷当日县。 